# CHST8
CHST8 (англ. Carbohydrate sulfotransferase 8) – білок, який кодується однойменним геном, розташованим у людей на довгому плечі 19-ї хромосоми. Довжина поліпептидного ланцюга білка становить 424 амінокислот, а молекулярна маса — 48 834.
| 10         |  | 20         |  | 30         |  | 40         |  | 50         |
| ---------- |  | ---------- |  | ---------- |  | ---------- |  | ---------- |
| MTLRPGTMRL |  | ACMFSSILLF |  | GAAGLLLFIS |  | LQDPTELAPQ |  | QVPGIKFNIR |
| PRQPHHDLPP |  | GGSQDGDLKE |  | PTERVTRDLS |  | SGAPRGRNLP |  | APDQPQPPLQ |
| RGTRLRLRQR |  | RRRLLIKKMP |  | AAATIPANSS |  | DAPFIRPGPG |  | TLDGRWVSLH |
| RSQQERKRVM |  | QEACAKYRAS |  | SSRRAVTPRH |  | VSRIFVEDRH |  | RVLYCEVPKA |
| GCSNWKRVLM |  | VLAGLASSTA |  | DIQHNTVHYG |  | SALKRLDTFD |  | RQGILHRLST |
| YTKMLFVREP |  | FERLVSAFRD |  | KFEHPNSYYH |  | PVFGKAILAR |  | YRANASREAL |
| RTGSGVRFPE |  | FVQYLLDVHR |  | PVGMDIHWDH |  | VSRLCSPCLI |  | DYDFVGKFES |
| MEDDANFFLS |  | LIRAPRNLTF |  | PRFKDRHSQE |  | ARTTARIAHQ |  | YFAQLSALQR |
| QRTYDFYYMD |  | YLMFNYSKPF |  | ADLY       |  |            |  |            |

A: Аланін

C: Цистеїн

D: Аспарагінова кислота

E: Глутамінова кислота

F: Фенілаланін

G: Гліцин

H: Гістидин

I: Ізолейцин

K: Лізин

L: Лейцин

M: Метіонін

N: Аспарагін

P: Пролін

Q: Глутамін

R: Аргінін

S: Серин

T: Треонін

V: Валін

W: Триптофан

Кодований геном білок за функцією належить до трансфераз. 
Задіяний у такому біологічному процесі, як вуглеводний обмін. 
Локалізований у мембрані, апараті гольджі.